# Paleão
Paleão é uma aldeia no concelho e freguesia de Soure, distrito de Coimbra, no centro de Portugal. 
Em Paleão laborou durante o século XX uma importante fábrica de processamento de linho, actualmente desactivada e pertencente ao grupo Sonae. A existência desta fábrica deu emprego a centenas de trabalhadores locais e fez que Paleão fosse das primeiras povoações da região com energia eléctrica.  

## História
As terras de Paleão foram adquiridas pelos Templários em Janeiro de 1250, sendo mestre D. Gomez Ramirez.
Os primeiros registos da aldeia, surgem no século XIII, onde em 1219 ainda se chamava por Paleyom, anos mais tarde passa para Palaiom, já no seculo XIV modificou para Palayom de Acervo e só no século XVI é que a grafia evolui para: Pallyon, Paallyam, Palliam e finalmente Paleão.
Em 1516 como forma de agradecimento pelos serviços prestados dos cavaleiros da Ordem de Cristo, foi fundada pelo Rei D. Manuel I (1469-1521) a Comenda de Paleão, um dos primeiros comendadores foi D. João de Caftello-Branco, mais tarde foi também comendador D. Luís Inácio Xavier e Palmeirim, esta Comenda rendeu no ano de 1602 a quantia 314 mil-réis e em 1823 a quantia de 142 mil-réis.
No início do século XX, nos censos de 1911 a aldeia contava com 103 fogos e uma população de 393 pessoas, em 1940 foram contabilizados 153 fogos e 486 habitantes, já na década de sessenta, nos censos de 1960, existia na aldeia 162 fogos e 484 moradores.